# Reginald Drew
Pour les articles homonymes, voir Drew.
Reginald Frank Knowles Drew ou Drewe, né à Faringdon en 1878 et mort en 1951, est un peintre britannique.

## Biographie
Portraitiste et paysagiste, il étudie la peinture à l'huile puis se consacre à l'aquarelle. Il entre à la Royal Watercolour Society et expose, entre autres, aux Grafton Galleries et à l'Alpine Club Gallery ainsi qu'en France au Salon de Paris de 1927 à 1929.